# Allogonyleptes insignitus
Allogonyleptes insignitus is een hooiwagen uit de familie Gonyleptidae. De wetenschappelijke naam van Allogonyleptes insignitus gaat terug op Roewer.